# The Swan (teatro)

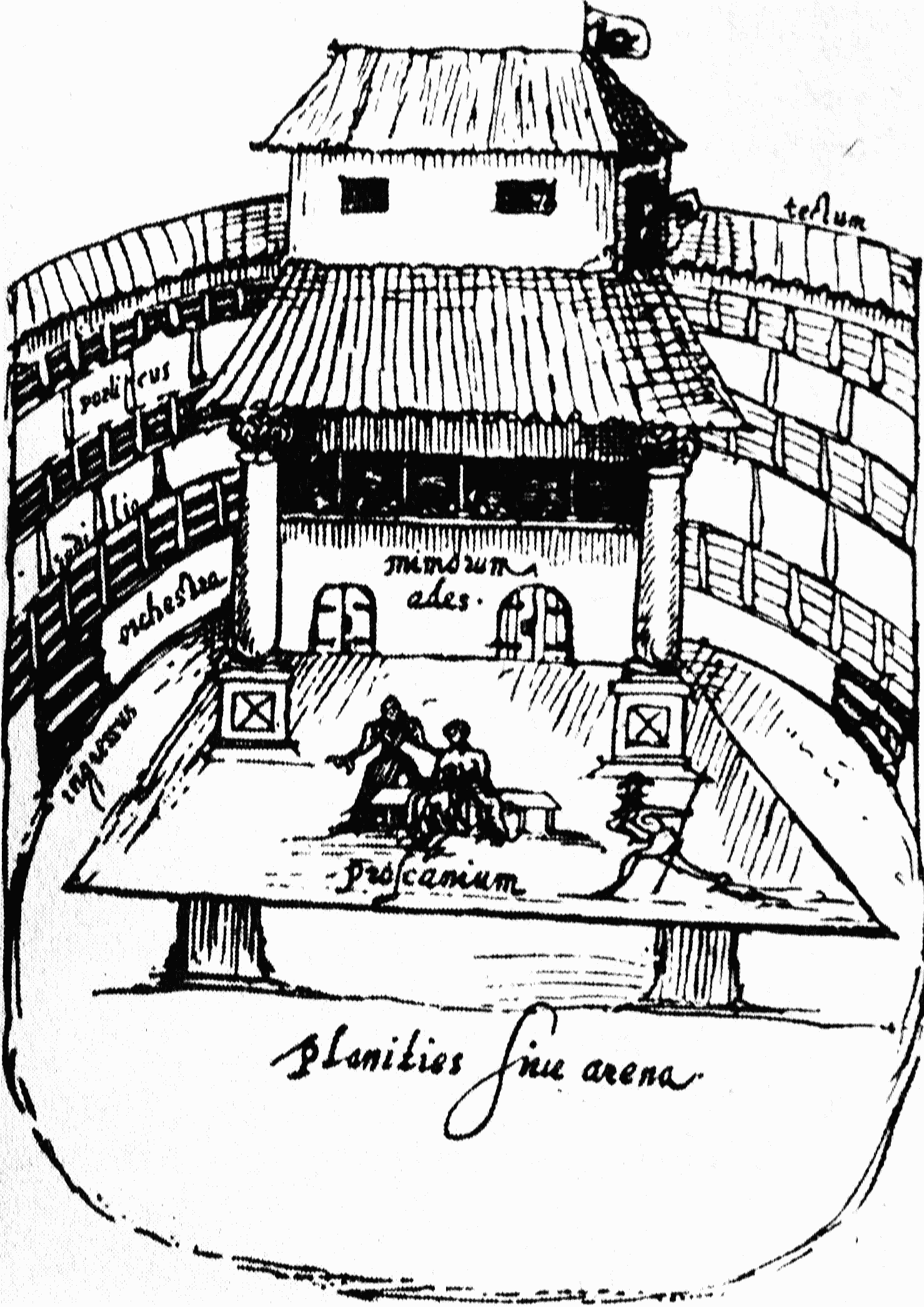
Un boceto de 1596 sobre una representación sobre el escenario tipo plataforma o delantal del Swan.

The Swan (El cisne) fue un teatro en Southwark, Londres, construido entre 1594 y 1596, durante la primera parte de la carrera de William Shakespeare. Fue el cuarto de la serie de grandes teatros públicos londinenses, después del The Theatre de James Burbage (1576), Curtain (1577), y el de Philip Henslowe Rose (1587-8).
El Cisne se ubicaba al oeste del distrito de Bankside de Southwark, al otro lado del río Támesis respecto a la City de Londres. Estaba en la esquina noreste de la finca del Jardín París que Francis Langley había adquirido en mayo de 1589, al este de la casa principal, y a unas 150 yardas al sur de las escaleras de los jardines París al borde del río. Langley hizo construir el teatro casi con toda seguridad en 1595-6. Cuando era nuevo, el Cisne resultó ser el más impresionante visualmente de los teatros londinenses. Johannes De Witt, un holandés que visitó Londres alrededor de 1596, dejó una descripción del Cisne en sus Observationes Londiniensis. Traducido del latín, su descripción identifica al Cisne como "el mejor y más grande de los teatros londinenses," con una capacidad para 3.000 espectadores. Estaba construido en hormigón de sílex, y sus columnas de madera estaban tan hábilmente pintadas que "podrían engañar al más agudo observador para que creyera que eran de mármol," dando al Cisne una apariencia "romana". (De Witt dibujó un esbozo del teatro. Se ha perdido el original, pero sobrevive una copia hecha por Arendt van Buchell, y es el único dibujo que se conoce realizado de un teatro isabelino. Si los Lord Chamberlain's Men actuaron en el Cisne en el verano de 1596—lo que es posible, aunque está lejos de saberse seguro—serían los actores que muestra el dibujo del Cisne.) Cuando Henslowe construyó el nuevo Hope Theatre en 1613, hizo que su carpintero copiase al Cisne, más que a su primer teatro La Rosa, que por comparación debía parecer antiguado y pasado de moda. 
En 1597 el Cisne albergó la compañía de actores Pembroke's Men, que interpretaron la infame obra La isla de los perros, de Thomas Nashe y Ben Jonson, cuyo contenido resultó muy ofensivo, sin saberse las razones. Jonson fue enviado a prisión, junto a Gabriel Spenser (un actor de la obra) y otros. Langley, que ya tenía problemas con el Consejo Privado sobre asuntos que no estaban relacionados con el teatro, pudo haber exacerbado su peligro permitiendo que la compañía representase la obra después de una orden real de que cesara toda actuación y que todos los teatros se demolieran. Esta orden pudo haber sido dirigida sólo a Langley; las otras compañías, los Lord Chamberlain's Men y los Admiral's Men, fueron autorizados a volver a escena en octubre.
Dado que tanto la corte como la ciudad tenían interés en limitar el número de troupes de actores en Londres, y que hubo, por consiguiente, un exceso de locales grandes sin techo en la ciudad, el Cisne sólo volvió a representar dramas de manera intermitente. Junto a La isla de los perros, el más famoso estreno aquí fue la obra de Thomas Middleton Una doncella casta en Cheapside, interpretada por la compañía recientemente unida de los Lady Elizabeth's Men y Children of the Queen's Revels (la troupe que se había asociado con el Blackfriars Theatre antes de 1608) en 1613. El teatro ofreció otros entretenimientos populares para la época, como competiciones de capa y espada y luchas de osos, y para el año 1632 había sido derribado. 